# カルロス・マネ
カルロス・マネ（葡: Carlos Mané）ことカルロス・マヌエル・カルドソ・マネ（葡: Carlos Manuel Cardoso Mané）は、ポルトガル・リスボン出身のサッカー選手。カイセリスポルに所属する。FW（右ウイング）を務める。

## 経歴

### スポルティングCP
リスボンに生まれ、スポルティングCPの下部組織に9歳から所属していた。2012年12月9日にスポルティングのBチームでデビューし、CDアヴェスと戦ったが2-2で引き分けた。
2013年10月5日のヴィトーリアFC戦でプリメイラ・リーガデビューを果たし、同時にトップチームデビューも果たした。2014年11月25日のUEFAチャンピオンズリーグ予選グループGの初戦、NKマリボル戦で後半20分に自身初ゴールを記録した。

### シュトゥットガルト
2016年8月31日に、ブンデス2部に降格したVfBシュトゥットガルトに2018年6月までの買取オプション付きの期限付き移籍を果たした。

### ウニオン・ベルリン
2019年1月25日に、ブンデス2部の1.FCウニオン・ベルリンに2018-19シーズン終了まで買取オプション付きの期限付き移籍をした。

### リオ・アヴェ
2019年7月20日、リオ・アヴェFCへ3年契約で完全移籍。

### カイセリスポル
2021年8月13日、カイセリスポルに移籍した。

## 代表歴
年代別のポルトガル代表に招集された。リオ五輪を戦うポルトガル代表にも招集されたが、得点をあげることはなくチームは決勝トーナメント1回戦でドイツに4-0で大敗した。
2023年9月、ギニアビサウ代表に招集され、アフリカネイションズカップ2023予選のシエラレオネ代表戦でA代表初出場。

## タイトル

### クラブ
スポルティング・リスボン
- タッサ・デ・ポルトガル: 2014-15, 2018-19
- スーペルタッサ: 2015
- タッサ・ダ・リーガ: 2018-19

VfBシュトゥットガルト
- 2. ブンデスリーガ: 2016-17